# 110 (عدد)
110 (مائة وعشرة) هو عدد صحيح. يلي العدد 109 ويسبق العدد 111 وهو عدد طبيعي موجب.